# Matte Smets
Matte Smets, né le 4 janvier 2004 à Bilzen en Belgique, est un footballeur international belge qui joue au poste de défenseur ou de milieu de terrain au KRC Genk.

## Biographie

### En club
Né à Bilzen en Belgique, Matte Smets est notamment formé par le Bilzerse VV et le KRC Genk avant de poursuivre sa formation au Saint-Trond VV. En mai 2022, il signe son premier contrat professionnel avec l'équipe trudonnaire. C'est avec ce club qu'il fait ses débuts en professionnel, jouant son premier match le 7 octobre 2022, lors d'une rencontre de championnat face à l'Antwerp. Remplaçant, il entre à la 87e minute de jeu à la place de Shinji Okazaki. Son équipe s'incline sur le score de deux buts à zéro,,.
Le 6 juillet 2023, il prolonge son contrat avec les Canaris jusqu'en juin 2026.
Fin juin 2024, il quitte Saint-Trond pour s'engager avec le KRC Genk sur base d'un contrat de quatre saisons. Il y rejoint son entraîneur Thorsten Fink ainsi que son ex-coéquipier Jarne Steuckers, qui se sont également engagé plus tôt avec Genk. Smets portera le n°6.

### En sélections nationales
Smets fait ses débuts avec les moins de 20 ans lors de deux matchs amicaux contre la France en novembre 2023.
Domenico Tedesco le sélectionne pour la première fois chez les Diables Rouges en octobre 2024 pour les rencontres de Ligue des nations face à l'Italie et à la France. Il décroche sa première cape lors de la rencontre face à Israël, le 17 novembre 2024, lorsqu'il entre en jeu à la place de Zeno Debast à la 46e minute (défaite, 1-0).

## Style de jeu
Matte Smets est à l'origine formé comme milieu défensif, avant d'être repositionné comme défenseur central dans une défense à trois.

## Statistiques

### En club
| Saison                | Club                  | Championnat           | Championnat | Championnat | Championnat | Coupe(s) nationale(s) | Coupe(s) nationale(s) | Coupe(s) nationale(s) | Autres compétitions | Autres compétitions | Autres compétitions | Autres compétitions | Total | Total | Total |
| Saison                | Club                  | Division              | M.          | B.          | P.d.        | M.                    | B.                    | P.d.                  | Comp.               | M.                  | B.                  | P.d.                | M.    | B.    | P.d.  |
| 2022-2023             | Saint-Trond VV        | Division 1A           | 14          | 0           | 0           | 2                     | 0                     | 0                     | -                   | -                   | -                   | -                   | 16    | 0     | 0     |
| 2023-2024             | Saint-Trond VV        | Division 1A           | 30          | 0           | 0           | 2                     | 0                     | 0                     | PO2                 | 10                  | 0                   | 0                   | 42    | 0     | 0     |
| Sous-total            | Sous-total            | Sous-total            | 44          | 0           | 0           | 4                     | 0                     | 0                     | -                   | 10                  | 0                   | 0                   | 58    | 0     | 0     |
| 2024-2025             | KRC Genk              | Division 1A           | 29          | 0           | 0           | 5                     | 0                     | 0                     | PO1                 | 9                   | 0                   | 0                   | 43    | 0     | 0     |
| 2025-2026             | KRC Genk              | Division 1A           | 4           | 0           | 0           | -                     | -                     | -                     | -                   | -                   | -                   | -                   | 4     | 0     | 0     |
| Sous-total            | Sous-total            | Sous-total            | 33          | 0           | 0           | 5                     | 0                     | 0                     | -                   | 9                   | 0                   | 0                   | 47    | 0     | 0     |
| Total sur la carrière | Total sur la carrière | Total sur la carrière | 77          | 0           | 0           | 9                     | 0                     | 0                     | -                   | 19                  | 0                   | 0                   | 105   | 0     | 0     |

### En sélections nationales
| Saison                | Sélection             | Phases finales        | Phases finales | Phases finales | Phases finales | Éliminatoires CDM | Éliminatoires CDM | Éliminatoires CDM | Éliminatoires EURO | Éliminatoires EURO | Éliminatoires EURO | Ligue des Nations | Ligue des Nations | Ligue des Nations | Matchs amicaux | Matchs amicaux | Matchs amicaux | Total | Total | Total |
| Saison                | Sélection             | Compétition           | M              | B              | Pd             | M                 | B                 | Pd                | M                  | B                  | Pd                 | M                 | B                 | Pd                | M              | B              | Pd             | M     | B     | Pd    |
| --------------------- | --------------------- | --------------------- | -------------- | -------------- | -------------- | ----------------- | ----------------- | ----------------- | ------------------ | ------------------ | ------------------ | ----------------- | ----------------- | ----------------- | -------------- | -------------- | -------------- | ----- | ----- | ----- |
| 2024-2025             | Belgique              | -                     | -              | -              | -              | -                 | -                 | -                 | -                  | -                  | -                  | 1                 | 0                 | 0                 | -              | -              | -              | 1     | 0     | 0     |
| Total sur la carrière | Total sur la carrière | Total sur la carrière | -              | -              | -              | -                 | -                 | -                 | -                  | -                  | -                  | 1                 | 0                 | 0                 | -              | -              | -              | 1     | 0     | 0     |

### Matchs internationaux
| Matchs internationaux de Matte Smets, | Matchs internationaux de Matte Smets, | Matchs internationaux de Matte Smets, | Matchs internationaux de Matte Smets, | Matchs internationaux de Matte Smets, | Matchs internationaux de Matte Smets, | Matchs internationaux de Matte Smets, | Matchs internationaux de Matte Smets,                          |
| #                                     | Date                                  | Lieu                                  | Adversaire                            | Résultat                              | Compétition                           | Club                                  | Notes                                                          |
| ------------------------------------- | ------------------------------------- | ------------------------------------- | ------------------------------------- | ------------------------------------- | ------------------------------------- | ------------------------------------- | -------------------------------------------------------------- |
| 1                                     | 17 novembre 2024                      | Bozsik Aréna (en), Budapest, Hongrie  | Israël                                | D 0 - 1                               | Ligue des nations 2024-2025           | KRC Genk                              | Entre en jeu à la place de Zeno Debast à la 46e minute de jeu. |